# Yakuhananomia bidentata
Yakuhananomia bidentata là một loài bọ cánh cứng trong họ Mordellidae. Loài này được Say miêu tả khoa học năm 1824.